# Фэрфилд (Техас)
Фэрфилд (англ. Fairfield) — город в США, расположенный в восточной части штата Техас, административный центр округа Фристон. По данным переписи за 2010 год число жителей составляло 2951 человек, по оценке Бюро переписи США в 2018 году в городе проживало 2922 человек.

## История
Изначально место называлось Маунд-Прейри, однако, когда поселение выбрали административным центром округа, оно было переименовано в Фэрфилд. Плодородные земли, лесные запасы, запасы пресной воды и близость к реке Тринити привлекли поселенцев из восточных штатов. В 1851 году открылось городское почтовое отделение, спустя год в городе работали три магазина, два отеля и тюрьма. В 1853 году была основана масонская ложа. В 1854 году открылась школа для девочек, школа для мальчиков открылась в 1856 году. Первая еженедельная газета Texas Pioneer издавалась с 1857 года.
Фристон был одним из четырёх округов, в котором во время Реконструкции было введено военное положение из-за подозрений в подтасовке выборов. К 1892 году в городе функционировали банк, методитская, баптистская и пресвитерианская церкви. На рубеже веков город пережил несколько потрясений, в том числе эпидемию менингита 1900 года, смерч 1902 года, уничтожение урожая хлопка вредителями в 1903 году и крупный пожар в 1911 году. В городе никогда не было железной дороги, Trinity and Brazos Valley проложила свой путь в 15 километрах от города в 1906-1907 годах. В 1933 году были построены водопровод и канализация, в 1954 году открыта общественная библиотека. Основными источниками дохода являются добыча нефти, газа и угля, а также сельское хозяйство.

## География
Фэрфилд находится в центральной части округа, его координаты: 31°43′03″ с. ш. 96°10′14″ з. д..
Согласно данным бюро переписи США, площадь города составляет около 14,1 км2, практически полностью занятых сушей.

### Климат
Согласно классификации климатов Кёппена, в Фэрфилде преобладает влажный субтропический климат (Cfa).
| Показатель                    | Янв.  | Фев.  | Март  | Апр. | Май  | Июнь | Июль | Авг. | Сен. | Окт. | Нояб. | Дек.  | Год   |
| ----------------------------- | ----- | ----- | ----- | ---- | ---- | ---- | ---- | ---- | ---- | ---- | ----- | ----- | ----- |
| Абсолютный максимум, °C       | 28,9  | 34,4  | 33,9  | 36,1 | 37,2 | 40,6 | 41,7 | 42,8 | 43,3 | 37,2 | 32,2  | 31,1  | 43,3  |
| Средний суточный максимум, °C | 14,7  | 17,3  | 21,5  | 25,7 | 28,9 | 32,4 | 34,8 | 35,2 | 31,7 | 26,7 | 20,9  | 16,1  | 25,5  |
| Средняя температура, °C       | 8,7   | 10,9  | 14,9  | 19,3 | 23,1 | 26,6 | 28,6 | 28,5 | 25,2 | 19,9 | 14,7  | 9,9   | 19,2  |
| Средний суточный минимум, °C  | 2,6   | 4,4   | 8,4   | 12,9 | 17,3 | 20,7 | 22,2 | 21,8 | 18,7 | 13,3 | 8,4   | 3,6   | 12,8  |
| Абсолютный минимум, °C        | −13,3 | −17,8 | −10,6 | −2,8 | 3,9  | 9,4  | 13,3 | 10,6 | 3,3  | −2,2 | −8,9  | −18,9 | −18,9 |
| Норма осадков, мм             | 74    | 81    | 81    | 96   | 121  | 89   | 51   | 66   | 87   | 100  | 90    | 89    | 1025  |
| Источник: weatherbase.com     |       |       |       |      |      |      |      |      |      |      |       |       |       |

## Население
Согласно переписи населения 2010 года в городе проживал 2951 человек, было 1135 домохозяйств и 747 семей. Расовый состав города: 65,6 % — белые, 22,9 % — афроамериканцы, 0,4 % — коренные жители США, 0,9 % — азиаты, 0,1 % — жители Гавайев или Океании, 8 % — другие расы, 2,1 % — две и более расы. Число испаноязычных жителей любых рас составило 14,5 %.
Из 1135 домохозяйств, в 33,6 % живут дети младше 18 лет. 47 % домохозяйств представляли собой совместно проживающие супружеские пары (20,4 % с детьми младше 18 лет), в 13,9 % домохозяйств женщины проживали без мужей, в 4,9 % домохозяйств мужчины проживали без жён, 34,2 % домохозяйств не являлись семьями. В 30,9 % домохозяйств проживал только один человек, 14,5 % составляли одинокие пожилые люди (старше 65 лет). Средний размер домохозяйства составлял 2,46 человека. Средний размер семьи — 3,08 человека.
Население города по возрастному диапазону распределилось следующим образом: 27,5 % — жители младше 20 лет, 23,9 % находятся в возрасте от 20 до 39, 30,2 % — от 40 до 64, 18,4 % — 65 лет и старше. Средний возраст составляет 38,7 года.
Согласно данным пятилетнего опроса 2018 года, медианный доход домохозяйства в Фэрфилде составляет 45 497 долларов США в год, медианный доход семьи — 51 369 долларов. Доход на душу населения в городе составляет 21 184 доллара. Около 17,9 % семей и 18,6 % населения находятся за чертой бедности. В том числе 21,7 % в возрасте до 18 лет и 14,6 % старше 65 лет.

## Местное управление
Управление городом осуществляется мэром и городским советом, состоящим из 5 человек. Мэр и члены совета избираются всем городом.
Другими важными должностями, на которые происходит наём сотрудников, являются:
- Городской администратор
- Городской секретарь

## Инфраструктура и транспорт
Основными автомагистралями, проходящими через Фэрфилд, являются:
- межштатная автомагистраль I-45 идёт с севера от Корсиканы на юг к Сентервиллу.
- автомагистраль 84 США идёт с востока от города Палестин на запад к Уэйко.
- автомагистраль 75 штата Техас идёт с севера от пересечения с I-45 в районе Стритмана на юг к Сентервиллу.

Ближайшим аэропортом, выполняющим коммерческие рейсы, является региональный аэропорт Уэйко. Аэропорт находится примерно в 110 километрах к западу от Фэрфилда.

## Образование
Город обслуживается независимым школьным округом Фэрфилд.
В Фэрфилде функционирует филиал колледжа Наварро.

## Экономика
Согласно бюджету города на 2017-2018 финансовый год, предполагаемые доходы и расходы города составят $6,53 млн.

## Отдых и развлечения
Начиная с сотого дня рождения Фэрфилда, каждый ноябрь в городе проводится фестиваль с родео. Помимо этого, в городе ежегодно проводятся мероприятие Queen of the Trinity Star Pilgrimage, собрание национальной ассоциации охоты на енотов, ярмарка-выставка искусств и ремёсел..
В городе располагается исторический музей округа Фристон, а также парк штата Фэрфилд-Лейк.